# 日本ビール
日本ビール株式会社（にっぽんビール、英: Nippon Beer, Co., Ltd.）はビールなどの製造・販売・輸入を業務とする日本の会社で、東京都目黒区にある。ヴァイエンシュテファン醸造所から輸入する国内唯一の企業。2010年まではコロナビールの日本総代理店でもあった（現在はモルソン・クアーズ・ジャパンに移管）。

## 会社概要
創業1979年5月。世界のプレミアム・クラフトビールを日本に広く普及させようと、現創業者内田茂が1971年のカナダ留学時代に帰国後、創立する。
日本にはほとんど存在しなかった欧米のビール、ミラー、クアーズ、ブルックリンラガー、サミエルアダムス、ピルスナーウルケル、ペローニ、グローリッシュ、コロナ、レッドブル等を日本に輸入していた。
現在は35カ国、約150種類のビール・スピリッツを輸入し（代理店代わる事あり）、自社のクラフトビール、ノンアルコールビールは国内にて製造、卸を行なっている。
現在は、ヴァイエンステファン（ドイツ）、クローネンブルグ（仏）、タイガービール（シンガポール）、V.B.（オーストラリア）、キングフィッシャー（インド）のビールや、ストリチナヤ・ウォッカ、ファイヤーボール等のスピリッツも扱っている。

## 沿革
| 1979年 | ビールの輸入・販売を中心とする株式会社リカー木村商事設立。 |
| 1980年 | ミラー、クァーズビール等のアメリカンビールの輸入・販売を始める。各国輸入ビールの販売と共に、ココナッツジュース、グァバジュース等、日本で最初のトロピカルジュースを製造・販売。                  |
| 1981年 | 各種輸入ビールの日本総代理店権利を取得し、輸入ビール専門商社としての道を歩む。取扱い品目80種。                                                                                                  |
| 1983年 | 大手ビールメーカーが輸入ビールに参入し、当社で販売していた輸入ビールの国内ライセンス製造権を取得したため、経営戦略の転換を図り、取扱い商品、国数を増やす。                                      |
| 1985年 | 輸入ビールの順調な伸びと共に、ユニークビール、キャラクタービール（ハーレーダビッドソン、パンダ、ハロウィーン、クリスマスビール 等）の多品種少量販売に力を注ぐ。取扱い品目、250種。              |
| 1986年 | イタリア、インド、チェコスロバキア等各国のビールを輸入、取扱い品目300種。日本ビアー缶コレクターの会設立。                                                                                       |
| 1989年 | 米国サンフランシスコに営業所開設。 世界で唯一のビール専門小売店「ビアーハウス」のフランチャイズ開始。 日本輸入ビール協会を設立。取扱い品目は500種に及び、ナチュラルビールの輸入販売に力を注ぐ。 |
| 1990年 | 静岡倉庫を新設し、全国配送の物流基地を作る。 |
| 1991年 | シメイビール、レッドストライプ、チリビール等の日本代理店となる。 |
| 1992年 | コロナ缶、モートサビット、カリブの日本代理店となる。 |
| 1993年 | 「日本ビール株式会社」に社名を変更。 ギネスドラフト、グローリッシュ、リトルキングの日本代理店となる。                                                                                           |
| 1994年 | 海外ビールメーカー3社と業務提携をし、P.B.ビールの開発・販売を開始する。アジア各国へのビール輸出子会社「日本エバンスビル（株）」を米国に設立。                                                   |
| 1995年 | ドイツ、フランスのオーガニック（無農薬）ビールの開発・輸入。 イーグル、ベックス、キングフィッシャービールの日本代理店となる。ビアー赤缶・黒缶の開発・輸入。レモンドラフトビールの開発・輸入。   |
| 1996年 | 坂本龍馬ビール他、明治維新12人衆ビールを発売。 |
| 1997年 | モデロ社（コロナビール）の代理店となる。（代理店2社併売） 世界初のオーガニックの缶ビールを米国にてOEM製造。                                                                                     |
| 1998年 | 米国No.1地ビール「サミエルアダムス」の日本代理店となる。世界初の缶入り「にごり」ビールをベルギーにてOEM製造。                                                                                   |
| 1999年 | 英国ビールの至宝と呼ばれる「サミエルスミス」各種の代理店となる。 |
| 2002年 | ドイツ売上げNo.1ビール「ベックス」の代理店となる。 |
| 2003年 | フランスNo.1ビール「クローネンブルグ」の代理店となる。 |
| 2004年 | オーストラリア「フォスターズ」、インドネシア「ビンタン」の代理店となる。 |
| 2005年 | モデロ社（コロナビール）の日本総代理店（単独）となる。 |
| 2007年 | 現存する世界最古のビール醸造所、ドイツ「ヴァイエンステファン社」の代理店となる。 |
| 2008年 | ピルスナービールの元祖、チェコ「ピルスナーウルケル」の代理店となる。 |
| 2009年 | 中国「チンタオビール」の代理店となる。 |
| 2010年 | 「バービカン」改め、「龍馬1865」ノンアルコールビールを発売。 |

## 主な商品

### 輸入ビール
- クローネンブルグ (Kronenbourg)
麦芽100%、リッチスムーズなプレミアムビール。ストラスブールでつくられるフランスNo.1ビール。

- サミュエル・アダムズ (Samuel Adams)
アメリカ人の「飲みたいビール1位」の栄誉に輝く。濃いめの色と味わいが人気の秘密。

- キングフィッシャー (Kingfisher)
インドNo.1シェアを持つメーカー。炭酸が強めでスッキリ飲め、適度なコクもあるビール。ライセンス品。

- タイガービール (Tiger Beer)
長年シンガポールで親しまれている、キメ細やかな泡のスッキリしたビール。

- ヴァイエンステファン（Weihenstephaner）
ヘフはイースト菌、ヴァイスは小麦。白濁ビールの代表であるヴァイエンステファン醸造所は香り、芳醇さが違うのが特徴。

- レッドストライプ（Red Stripe）
ジャマイカ三大名物の1つでレゲエファンの定番ビール。すっきりとした飲みやすい味。

- サンミゲール（San Miguel）
アジアを代表する世界的に有名なフィリピンのブランド。フルボディーでリッチな味わい。伝統的なクラシックボトルが若者に人気。

- バリ・ハイ（英語版）
バリ島No.1ビール。スッキリさわやか、のどの渇きをいやすビール。

- ヴィクトリアビター（Victoria Bitter）
オーストラリアで絶大の人気を誇るビール。柔らかな味わい。

- シメイ (Chimay)
トラピストビールと呼べる世界で8ヵ所のみの修道院ビールの中のトップブランド。

- カールトン クラウンラガー（Carlton Crown Lager）
1953年エリザベス女王2世即位記念で発売された、オーストラリアで最も“プレミアム”なビール。

- ニュートン（Newton）
ベルギーの白ビールに青リンゴ果汁を加えたビール。白ビールの甘酸っぱさと青リンゴの味と香りでビックリするほどの美味しさに。

- デリリウム (Delirium)
ピンクの象やワニのポップなラベルとは裏腹に、重みのある深い味わいの濃厚なビール。

- タスカー (Tusker)
アフリカNo.1ビール。スッキリ爽やか、キリッと冷やして一気にどうぞ。

- アインガー（Ayinger）
「貴族のビール」と呼ばれているこのビールは、薄い琥珀色でシャンパンのように泡立ち、香り高いフルーティーな独特な香りがする。バナナのような甘い味わいと爽やかな酸味が特徴。

- フォスターズ・ラガー（Foster's Lager）
オーストラリア最大のビール会社。クセの無い味わいで、世界中にファンが多い。

### スピリッツ
- ファイヤーボール（Fireball）
ウィスキーにナチュラル・シナモン・フレーバーを付与したカナダ産シナモンウィスキー。

- ストリチナヤ（Stolichnaya）
ウォッカの本場・ロシア で最も有名な プレミアム ウォッカ。大統領の晩さん会で飲まれている、ウオッカの本場ロシアの原料と製法にこだわっている、芳醇でまろやかな味わい。

- プレミアム・クラフトジン こころ（Premium Craft Gin Kokoro）
8種の薬草成分（ボタニカル）に、更に日本産の青・山椒を加えたロンドン・ドライジン。醸造者のジェームス・ニコル氏は、長野県のアファンの森を管理するC・W ニコル氏の甥であり、アファンの森を訪れたジェームス氏がその青・山椒の特徴ある味わいに魅了され、C・W ニコル氏が自ら選定した青・山椒を使い、ロンドンにて醸造。青・山椒による胡椒のようなピリっとした刺激とそこに松や柑橘系の個性的な香りが加わった、ロンドン産プレミアム・クラフト ジン。

### R.T.D.
- コスモ（Cosmo）
世界中の女性に人気のカクテル。ウォッカ、グランベリージュース、ライムジュースをミックス。

- モヒート オリジナル（Mojito Original）
世界中で大評判、大好評のカクテル“モヒート”。ラム、ライムジュース、ミントの爽やかな味。

- レム（Lem）
強めのレモンの味と香り、キレのあるシャープな味わい。

### 自社クラフトビール
- NINJA BEER
伝統的な醸造技術と革新的なパッケージを融合した、日本発のグローバルビールであるNINJA BEER。2025年6月に発売。

- レモンビール
すっきりとした味のビールにレモン果汁を加えフレッシュでフルーティーな味、女性に人気。

- レモンビール＋C
強めのレモン果汁でレモンビールより爽やかな味わい、ビタミンC強化。

- 有機農法ビール
有機農産物加工酒類。有機栽培で造られたビールは体に安心というだけでなく、水・土壌・植物にもやさしい。

- 純生
有機農産物加工酒類。ドイツ産オーガニック大麦とチェコ産ザーツ・オーガニック ホップから醸造された、からだにも環境にもやさしいビール。 マスカットを思わせるほのかな香りと、ふくよかでバランスのよい苦味。

- 白濁
“にごり”が飲むときにちょうど良くなるよう缶が逆さまになっている。スパイス無しの白ビール。

- 赤濁
大麦麦芽をローストし、ルビー色に輝く色合いと風味をつくり出す特別酵母により、リッチ＆スムーズな味わいに。クラフトホップにより芳醇でフレッシュな香りが特徴。

- チリビール
1本まるごとの唐辛子が瓶の中に入っているビール。唐辛子が入っているため、酒税法上は発泡酒に分類されていた。2015年より15年ぶりに販売再開。

### 自社ノンアルコール飲料
- 龍馬1865
坂本龍馬が長崎でトーマス・ブレーク・グラバーよりビールを譲り受け、ビールを飲んだと言われている1865年にちなんでいる。日本初、プリン体ゼロ、添加物ゼロ、麦芽100%、2種のホップ、ノンアルコールビールで後述するバービカンの後継商品にあたる。[2]

- 龍馬レモン
ビタミンCを足した、プリン体ゼロ、レモン果汁3％のノンアルコールビール。ビール本来のコクと苦み、新鮮なレモン果汁が入ったビアーカクテル。

- NINJA LAGER
日本初のハラル認証済みビールテイスト・ノンアルコール飲料。ドイツ産麦芽100%にこだわり、香料、保存料、着色料、酸味料等の添加物は一切不使用。

- インフィニティ エナジードリンク プラス10
日本ビールが独自開発した強力なエナジードリンク。甘さをおさえ、薬品臭を減らし、より清涼感のある味が特徴。

- ナチュラル・ミネラルウォーター BEAUTY H2O
信州特別地区の雪どけ水を汲み上げたナチュラル・ミネラルウォーター。肌の保湿やコラーゲンの再生を手助けし、ヒアルロン酸を効率よく補給させるシリカ（＝ケイ素）を20mg/L含有、抗菌作用により老化の原因を抑え、血行や代謝を良好にもたらす炭酸水素イオン32mg/L含有。甘くサラッとした口当たりの軟水。日常の水分補給と共に、女性の美容と健康に最適。

### 現在は扱っていない商品
主なもの
- レッドブル（Red Bull）- レッドブル・ジャパンが扱っている。
- ペローニ (Peroni) - アサヒビールが扱っている。
- 青島ビール（Tsingtao）- 2014年より池光エンタープライズが扱っている。
- コロナ（Corona）- 2010年よりモルソン・クアーズ・ジャパンが扱っている。
- ブルックリン・ラガー (Brooklyn Lager) - 2017年よりキリンビールが扱っている。
- ピルスナー・ウルケル (Pilsner Urquell) - アサヒビールが扱っている。
- ツボルグ (Tuborg)
- ビンタン (Bintang)
- バービカン - 製造・開発・発売元は当初の販売元でもある宝酒造。

## CM出演者
- 小柳ルミ子、大澄賢也 - BEER（赤・黒）（1995年）